# Satrê (nourrice d'Hatchepsout)
Pour les articles homonymes, voir Satrê.
Satrê est la nourrice de la pharaonne Hatchepsout.

## Sépulture
En 1903, l'égyptologue Howard Carter, à qui l'on doit la découverte de la tombe de Toutânkhamon en 1922, a mis au jour les momies de deux femmes dans la tombe KV60 de la vallée des Rois à Louxor (Égypte). L'une des momies se tenait dans un sarcophage tandis qu'une autre était posée simplement sur le sol de la tombe. La première momie fut identifiée comme celle de Satrê, la nourrice d'Hatchepsout. L'identité de la seconde femme demeurait jusqu'à présent inconnue. Alors que la momie de la nourrice avait été transférée au musée égyptien du Caire l'autre avait été laissée sur le sol à l'intérieur de la tombe. Cette momie anonyme retrouvée dans le tombeau KV60 a été officiellement authentifiée par Zahi Hawass, directeur du Conseil suprême des Antiquités égyptiennes, le 27 juin 2007, comme étant celle de la reine Hatchepsout. Elle ne portait aucune parure, pas de coiffe, ni de bijoux, ni de sandales, ni de faux ongles en or aux pieds ou aux mains : aucun de ces trésors qui escortèrent dans l'au-delà le pharaon Toutânkhamon.
Les deux momies reposent au musée du Caire. Satrê a le grand privilège de voir sa statue placée à l'intérieur de l'enceinte du temple de Deir el-Bahari.